# 천사만이 날개를 가졌다
《천사만이 날개를 가졌다》(영어: Only Angels Have Wings)는 1939년 개봉한 미국의 드라마 영화이다. 하워드 호크스가 감독과 각본 원작을 맡았다. 2017년 미국 국립영화등기부에 등재되었다.

## 출연

### 주연
- 캐리 그랜트
- 진 아서
- 리처드 바델메스
- 리타 헤이워드
- 토마스 밋첼

### 조연
- 알린 조슬린
- 시그 루먼
- 빅터 킬리안
- 존 캐럴
- 돈 레드 베리
- 노아 베리 주니어

## 기타
- 의상: 로버트 칼로크